# Pumptrack (Mountainbikesport)

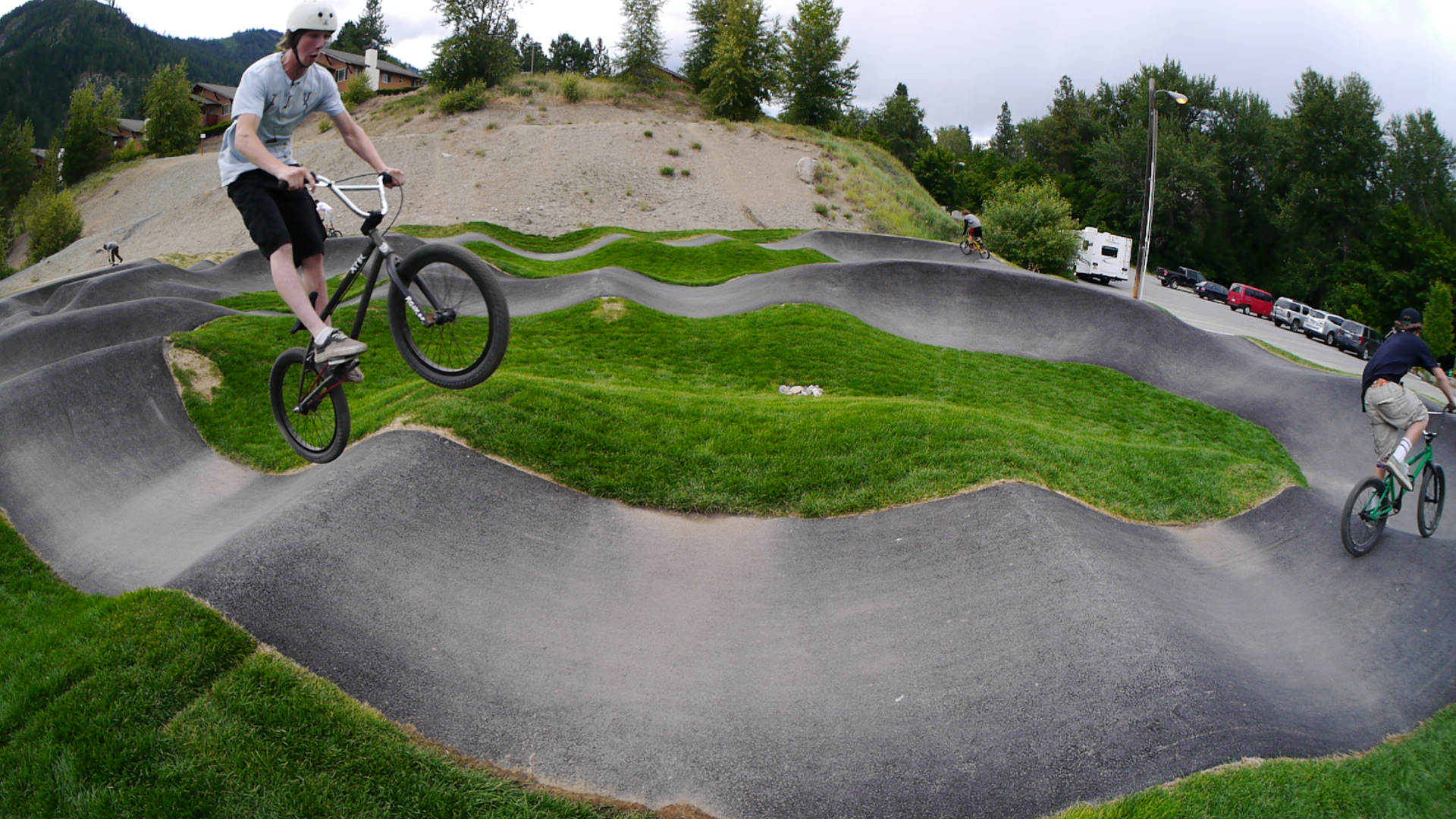
Leavenworth Pump Track

Pumptrack oder Pump Track ist eine Radsport-Disziplin, die auf den namensgebenden Pumptracks ausgeübt wird. Die Disziplin wurde zur Saison 2019 offiziell durch die UCI anerkannt und in das Reglement aufgenommen. Obwohl von der UCI dem Mountainbikesport zugeordnet, dürfen Fahrräder ab einer Laufradgröße von 20 Zoll benutzt werden, was auch den Einsatz von BMX-Rädern möglich macht.

## Fahrräder und Ausrüstung
Fahrräder müssen Laufräder mit mindestens 20 Zoll Laufradgröße besitzen. Nicht erlaubt sind Hilfsantriebe, Klickpedale und hervorstehende Teile, die andere Fahrer verletzen könnten. In Abhängigkeit von der Charakteristik eines Pumptracks haben von Strecke zu Strecke BMX-Räder oder Mountainbikes Vorteile, so dass einige Fahrer beide Fahrradtypen in ihrer Ausrüstung haben.
An Ausrüstung sind ein Helm und festes Schuhwerk vorgeschrieben, empfohlen werden Hartschalen-Helm, langes Shirt und Hose, Fingerhandschuhe sowie Protektoren für Ellbogen und Knie.

## Wettkampf-Regeln
Ein Wettkampf besteht grundsätzlich aus einem freien Training, der Qualifikation und den Ausscheidungsläufen. Teilnahmeberechtigt sind Fahrer ab einem Alter von 17 Jahren, getrennt nach Männern und Frauen.
Freies Training
Das freie Training kann einen Tag vor oder am selben Tag wie die Qualifikation und die Ausscheidungsläufe stattfinden und dient dem Kennenlernen der Bahn. Dauer und Organisation liegen in der Verantwortung des Fahrers.
Qualifikation
Die Qualifikation besteht aus einem oder mehreren gezeiteten Läufen von jedem Fahrer mit fliegendem Start. Gewertet wird die Zeit, die für eine komplette Runde benötigt wird. Jeder Fahrer muss mindestens eine Zeitmessung erhalten. Wenn ein Fahrer keinen vollständigen Lauf abschließt, wird der Fahrer als DNF gewertet und als Letzter platziert.
Die Reihenfolge in der Qualifikation kann ermittelt werden anhand der schnellsten Zeit für eine Runde oder der Summe aller Laufzeiten, wenn mehrere Zeitläufe durchgeführt werden.
Die Zeitbesten aus der Qualifikation sind für die Ausscheidungsläufe qualifiziert. Die Anzahl richtet sich nach der Gesamtzahl der Teilnehmer:
- 4 Fahrer bei insgesamt bis zu 7 Teilnehmern
- 8 Fahrer bei insgesamt bis zu 15 Teilnehmern
- 16 Fahrer bei insgesamt bis zu 31 Teilnehmern
- 32 Fahrer bei 32 und mehr Teilnehmern

Anhand der Reihenfolge in der Qualifikation wird die Setzliste in den Ausscheidungsläufen, die als Duell ausgetragen werden, bestimmt: Der Erste tritt gegen den Letzten an, der Zweite gegen den Vorletzten usw.
Ausscheidungsläufe
In den Ausscheidungsläufen treten die Fahrer im Duell oder in einer Open Session gegeneinander an. In jeder Runde reduziert sich die Anzahl der Fahrer um die Hälfte bis zu den Halbfinals. Die Gewinner der Halbfinals bestreiten das Finale, die Verlierer das kleine Finale.
Für die Ausscheidungsläufe sind vier verschiedene Formate zulässig:
- Head to head – Pursuit: Zwei Fahrer starten auf derselben Bahn in dieselbe Richtung, jedoch an unterschiedlichen Punkten der Bahn (etwa um die Hälfte versetzt). Der Fahrer mit der schnelleren Rundenzeit kommt eine Runde weiter.
- Head to head – Dual: Zwei Fahrer treten gleichzeitig auf zwei getrennten, annähernd baugleichen Bahnen gegeneinander an. Bei diesem Format sind zwei Läufe erforderlich, so dass jeder Fahrer einmal auf beiden Bahnen gefahren ist. Wer die schnellste Gesamtzeit aus der Addition der beiden Läufe aufweist, ist Gewinner des Duelles und geht in die nächste Runde.
- Solo runs: Zwei Fahrer treten nacheinander auf derselben Bahn an. Der Fahrer mit der schnelleren Rundenzeit kommt eine Runde weiter.
- Open Session: Alle Fahrer treten in einer Session nacheinander auf derselben Bahn gegeneinander an. Die Hälfte der Fahrer mit den schnelleren Rundenzeiten (z. B. die acht Schnellsten bei 16 Fahrern) kommt eine Runde weiter. Erst das Finale und das kleine Finale werden als Duell mit nur einer gezeiteten Runde ausgefahren.

## Wettkämpfe
Seit 2018 werden Pumptrack-Weltmeisterschaften ausgetragen, seit der Saison 2019 unter dem Dach der UCI. Für die Weltmeisterschaften kann man sich in über 20 Qualifikationsrunden qualifizieren, die weltweit ausgetragen werden, unter anderem auch in Deutschland, Österreich und der Schweiz. Mehrere Staaten und Radsportverbände in Europa tragen nationale Pumptrack-Rennserien und Staatsmeisterschaften in verschiedenen Formaten aus.